# کیانجاواتو
کیانجاواتو (به لاتین: Kianjavato) یک منطقهٔ مسکونی در ماداگاسکار است که در مننجری واقع شده‌است. کیانجاواتو ۵٬۰۰۰ نفر جمعیت دارد و ۱۹۳ متر بالاتر از سطح دریا واقع شده‌است.